# 縱帶瘋鱨
縱帶瘋鱨為輻鰭魚綱鯰形目鱨科的其中一種，為溫帶淡水魚類，分布於亞洲中國及俄羅斯淡水流域，體長可達5公分，棲息在底層水域，生活習性不明。

## 扩展阅读
維基物種上的相關：縱帶瘋鱨